# 女ガールズ
女ガールズ（おんなガールズ）は、日本のお笑いトリオ。2021年女芸人No.1決定戦 THE Wファイナリスト。

## メンバー
まちこガールズ（本名：吉田 真知子〈よしだ まちこ〉1989年11月19日 -（35歳））
京都府出身。宇治市役所で公務員として勤めている。
『パネルクイズ アタック25』へ出場し、優勝経験を持つ。
台風の日にディズニーへ行ったことがある。

なつきガールズ（本名：楠本 菜月〈くすもと なつき〉1989年5月29日 -（35歳））
徳島県出身。身長164cm、体重76kg。血液型A型。
趣味はカラオケ、ネットショッピング、動画撮影。特技は裁縫、手芸。
メンバーの中では唯一、吉本興業に所属しているプロ。NSCには芝居をやりたいと考えて大阪タレントコースに入ったため、同期にあたる大阪校35期及び東京校18期出身の芸人とはほとんど交流がない。二度R-1ぐらんぷりへ出場したがどちらも1回戦敗退。
トリオでの活動休止後は吉本の芸人とユニット「確変スパイダー」として一時期活動。その後、2023年5月26日から11月20日までNSC大阪校43期出身の市川屋書店とのコンビ「週刊ソーイング増刊号」を経て、かどちゃん（元・アーネスト）とコンビ「飛び蹴りサワー」を結成。

あいかガールズ（本名：春山 愛奏〈はるやま あいか〉1998年7月4日 -（26歳））
福岡県出身、大阪府育ち。
役者としての活動も行なっている。役者としての所属事務所はPuR。

## 来歴
近藤貴嗣（元ビーフケーキ）による劇団『喜劇結社バキュン!ズ』へ所属していた3人によって結成。まちこがずっと漫才をやりたがっていたため、幾度も共演を重ねていた他の2人を誘って組んだ。まちこの誘いを受けて、なつきは公務員であるまちこに誘われるとは思ってもなく驚いていた。そしてあいかは、まちこからM-1グランプリ出場の誘いがLINEで送られた際は「これ、私宛のLINEですか?」と聞き直してしまったという。
コンビではなくトリオとしての活動を選んだ理由はなつきのおっとりだがキャラクター性の強さと、あいかの華があって年下のしっかり者という3人のバランスを考えてのことだった。
大型賞レースの時期にだけ舞台に立って活動しているため、結成年に比べて活動歴は少なく「芸歴0年」と称する場合がある。M-1グランプリ2020およびM-1グランプリ2022ではナイスアマチュア賞を受賞。
2023年1月14日開催のライブ『月刊コント』（よしもと祇園花月）出演を以って、女ガールズとしての活動は休止となるもあいかが同日のTwitterにて「女ガールズは今日でおしまい」とツイートしているため、事実上の解散と思われる。

## 芸風
漫才とコント両方を行う。漫才ではなつきが両脇の2人から終始イジられ続けるネタが多い。THE W2022の大会サポーター賞はコントで受賞した。

## 出演
- 女芸人No.1決定戦 THE W2021（日本テレビ）初にして唯一のテレビ出演[1]。